# Степанцевич, Калерия Иосифовна
Калерия Иосифовна Степанцевич (бел. Калерыя Іосіфаўна Сцепанцэвіч; 21 марта 1926, Нижний Новгород — 29 октября 2021, Минск) — советская и белорусская музыкальный педагог и музыковед; заслуженный работник высшей школы Белорусской ССР. Кандидат искусствоведения (1982), профессор (1982). Почётный профессор Белорусской государственной академии музыки (2016).

## Биография

### Преподавательская карьера
Калерия Иосифовна Степанцевич родилась 21 марта 1926 года в Нижнем Новгороде. Окончила Московский музыкально-педагогический институт имени Гнесиных в 1953 году (класс Бориса Левика), в 1957 году там же окончила аспирантуру под руководством Левика. С 1945 года преподавала в разных музыкальных учебных заведениях Москвы и Горького. С 1957 по 2021 годы — сотрудница Белорусской государственной консерватории имени А. В. Луначарского (ныне Белорусская государственная академия музыки). Защитила в 1981 году кандидатскую диссертацию.
В 1957—1968 годах — преподаватель кафедры музыковедения, вела дисциплины «Введение в специальность», «Сольфеджио», «Гармония», «Анализ музыкальных произведений», «Методика преподавания музыкально-теоретических дисциплин и музыкальной литературы». Также вела специальный класс и педагогическую практику у музыковедов. В 1963—1983 годах — проректор по научной и учебной работе, в 1983—1986 годах — проректор по научной и творческой работе. В 1968—1969 годах исполняла обязанности заведующей кафедры теории музыки. В 1969—1981 годах — заведующая кафедрой теории музыки. С 1986 года — профессор кафедры музыкальной педагогики, истории и теории исполнительского искусства.
Член Белорусского союза композиторов с 1959 года, Белорусского союза музыкальных деятелей с 1961 года и Белорусского союза театральных деятелей с 1978 года. Член Всесоюзного общества «Знание» (1980—1985), художественного совета Министерства культуры БССР (1980—1985). Депутат Минского горсовета трёх созывов (1965—1971).
Скончалась 29 октября 2021 года в Минске.

### Научная деятельность
К. И. Степанцевич руководила СНТО, дипломными работами, кандидатскими и магистерскими диссертациями. Была оппонентом и председателем экспертной комиссии по защите кандидатских диссертаций, рецензий книг и научных статей. Исследовала проблемы музыкального воспитания и образования, исполнительского искусства, творчество русских и белорусских композиций. Она известна как автор аннотаций к произведениям белорусских композиторов, докладов на международных и республиканских конференциях, симпозиумах, пленумах, съездах Союза композиторов (Москва, Минск, Могилёв, Брест, Горький, Кишинёв, Рига, Вильнюс). Автор более 30 радио- и телепередач о белорусской музыке и музыкальном образовании. Была лектором Белорусской государственной филармонии и общества «Знание».
К. И. Степанцевич была автором статей в научных сборниках и газетах «Советская Белоруссия», «Советский музыкант», «Музыкальная жизнь», «Звязда», «ЛіМ», «Настаўніцкая газета», «Пионер Беларуси», «Коммунист Беларуси», «Культура». Среди её учеников — кандидаты искусствоведения О. Морозова, Т. Сернова, С. Герасимович, Л. Орлова, С. Баева, К. Яськов. После окончания Белгосконсерватории кандидатские диссертации защитили также ещё два ученика — Ю. Златковский и Н. Степанская.

## Научные публикации

### Монографии
- Вариационность в оперном творчестве М. И. Глинки. – Минск, 1966.[2]
- Белорусский концерт. – Минск, 1967.
- Новые тенденции развития Белорусского музыкального искусства: (конец 1950 – первая половина 1970-х гг.). – Минск, 1981.[2]
- Георгий Семенович Глущенко: к 90-летию со дня рождения: статьи, воспоминания, документы. – Минск, 2012.

### Учебники и учебные пособия
- Степанцевич К. И., Глущенко Г. С. Школьникам о музыке. — Минск: Госиздат БССР, 1962. — 133 с.
- Беларуская савецкая музычная літаратура. – Мінск, 1969 (у сааўт.).
- Гісторыя беларускай савецкай музыкі. – Мінск, 1971 (у сааўт.).[2]
- История белорусской музыки. – М., 1976 (в соавт).[2]
- Фонохрестоматия по белорусской музыке для детских музыкальных школ. Составители Г. Глущенко и К. Степанцевич. – 1976.
- Фонохрестоматия по истории белорусской музыки. – М., 1979 (в соавт.).
- Белорусская советская музыкальная литература. – Минск, 1981 (в соавт.).
- Беларуская музычная літаратура: музычны дапаможнік для выкладчыкаў ДМШ. – Мінск, 1993 (у сааўт.).
- Фонахрэстаматыя да праграмы «Беларуская музычная літаратура». – Мінск, 1994 (у сааўт.).
- Белорусская музыка 1960-1980 годов: Пособие для учителя / Сост. проф. К.И. Степанцевич; Под ред. проф. Г.С. Глущенко. — Минск: Беларусь, 1997. — 358 с. — ISBN 985-01-0187-3.
- Беларуская музычная літаратура: дапаможнік настаўніку. – Брэст, 2001 (у сааўт.).
- Беларуская музычная літаратура. – Брэст, 2002 (у сааўт.).
- Из истории музыкознания Беларуси (1932-1992): уч. пособ. – Минск, 2002 (в соавт.).
- Белорусская музыка второй половины ХХ в. – Минск, 2009 (в соавт.).

### Учебные программы
- Белорусская советская музыкальная литература для ДМШ. – Минск, 1963; 1981, 1990 (в соавт.).
- Педагогическая практика: программа для музыкальных училищ. – Минск, 2001.

### Редактор и составитель
- Вопросы теории и истории музыки. – Минск, 1976.
- «Вопросы культуры и искусства Белоруссии». — Минск, 1982. — Вып. 1-6.
- Вопросы культуры и искусства Белоруссии: сб. — Минск, 1982. — Вып. 1-13 (гл. ред.).
- Музыкальная педагогика и психология: вопросы теории и практики. – Минск, 2002.
- Из истории музыкознания в Беларуси. – Минск, 2002.
- Из истории музыкознания в Беларуси: Белорусская государственная академия музыки: 1932–1992 / составители Г.С.Глущенко и др.. — Минск: Белорусская наука, 2002. — 366 с.[2]
- Актуальные проблемы теории и практики музыкальной педагогики // Научные труды БГАМ. – Минск, 2005. – Вып. 9.
- Музыкальное исполнительство как вид художественно-творческой деятельности // Научные труды БГАМ. – Минск, 2007.

## Награды
Ордена и медали
- Орден Трудового Красного Знамени (1971)
- Медаль «За трудовое отличие» (1970)
- Медаль «Ветеран труда» (1993)
- Медаль Франциска Скорины (11 октября 2001)[4]

Иные награды
- Заслуженный работник высшей школы Белорусской ССР (1976)[a]
- Почётная грамота Президиума Верховного Совета СССР
- Почётная грамота Президиума Верховного Совета БССР
- Почётная грамота Министерства культуры СССР
- Почётная грамота Министерства культуры БССР
- Нагрудный знак БГАМ (2012)

## Комментарии
1. ↑  По данным Белорусской энциклопедии — 1977 год[2].

### Энциклопедии и словари
- Солапаў М. Р.[бел.]. Сцепанцэвіч Калерыя Іосіфаўна // Беларуская энцыклапедыя: У 18 т. Т. 15: Следавікі — Трыо (бел.) / Рэдкал.: Г. П. Пашкоў і інш. — Мінск: БелЭн, 2002. — С. 307. — 10 000 экз. — ISBN 985-11-0251-2.
- Энцыклапедыя літаратуры і мастацтва Беларусі : у 5 т. (бел.) / Рэдкал.: І. П. Шамякін (гал. рэд.) і інш.. — Минск: БелСЭ, 1987. — Т. 5. Скамарохі — Яшчур. — С. 202. — 703 с. — 10 000 экз.
- Тэатральная Беларусь: энцыклапедыя : у 2 т. (бел.) / рэдкал.: Г. П. Пашкоў [і інш.]. — Минск: Беларуская Энцыклапедыя, 2003. — Т. 2. — С. 387. — 571 с. — 4000 экз. — ISBN 985-11-0259-8.
- Степанцевич Калерия Иосифовна // Современное искусство Республики Беларусь: справочник персоналий / Сост. В. П. Прокопцова, Л. А. Густова-Рунцо, Т. Н. Бабич и др.. — Минск: БГУКИ, 2018. — С. 371. — 452 с. — 50 экз. — ISBN 978-985-522-195-2.

### Публикации
- Кокушкин В. Д. Из истории кафедры музыкальной педагогики, истории и теории исполнительского искусства // Весці БДАМ. — 2002. — № 3.
- Солопов М. Г.[бел.]. Талант, призвание и долг: к юбилею Калерии Иосифовны Степанцевич // Весці БДАМ. — 2011. — № 19.
- Сернова Т. В. Не остановиться ни на миг…: к юбилею проф. К.И. Степанцевич // Весці БДАМ. — 2016. — № 28.